# Дефо, Дезире
Дезире Дефо (фр. Désiré Defauw; 5 сентября 1885, Гент — 25 июля 1960, Гэри, штат Индиана) — бельгийский скрипач и дирижёр.
Учился в Гентской консерватории как скрипач, в 15-летнем возрасте стал концертмейстером местного оркестра. Гастролировал по Европе, особенно по Великобритании. В 1914—1918 годах в эвакуации в Великобритании, играл в составе Бельгийского фортепианного квартета с Жозефом Йонгеном, Эмилем Духардом и Лайонелом Тертисом, выступал также в дуэте с Йонгеном (вместе они, в частности, впервые в Лондоне исполнили сонату для скрипки и фортепиано Клода Дебюсси).
В 1920 году основал собственный оркестр Concerts Defauw, в 1925 году стал профессором дирижирования в Брюссельской консерватории, с 1926 года возглавлял её оркестр. В 1937 году стал первым руководителем Национального оркестра Бельгии.
В 1940 году покинул Бельгию и провёл остаток жизни в Северной Америке. В 1941—1952 годах был главным дирижёром Монреальского симфонического оркестра, одновременно в 1943—1947 годах возглавлял Чикагский симфонический оркестр (к 1947 году относится известная запись скрипичного концерта Мендельсона с Мишей Эльманом и Чикагским симфоническим оркестром под управлением Дефо). Последние годы жизни провёл в городе Гэри, в 1951—1958 годах руководил местным симфоническим оркестром. Одновременно в 1954—1958 гг. главный дирижёр Симфонического оркестра Гранд-Рапидс.